# Teapot-Dome-Skandal

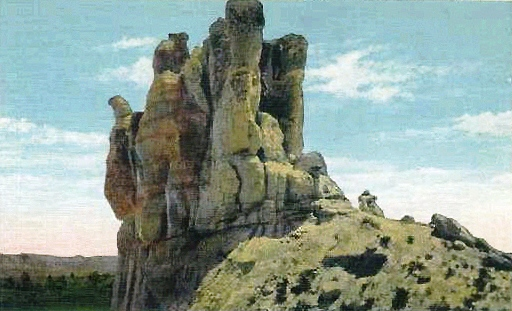
Postkarte aus der Zeit des Skandals: „Teapot Rock – Famous Teapot Dome – Oil District – In Wyoming“

Der Teapot-Dome-Skandal war einer der größten politische Bestechungsskandale in der Geschichte der USA und – ähnlich wie die Watergate-Affäre – noch lange beispielhaft für eine erschütternde Affäre. Dabei hatten zwei Ölkonzerne, um sich die lohnende Erschließung staatlicher Ölfelder zu sichern, Innenminister Albert B. Fall (Republikanische Partei) bestochen. Fall war 1929 der erste US-Minister, der für eine Straftat in seiner Amtszeit eine Haftstrafe antreten musste. Der Teapot-Dome-Skandal war und ist der bekannteste, aber nicht der einzige Korruptionsskandal innerhalb der Harding-Regierung. Eine als Ohio Gang bezeichnete Gruppe, zu der auch Fall gezählt wird, verursachte ebenfalls den Veteranenskandal und den Daugherty-Burns-Skandal. Aus diesem Grund wird die Harding-Regierung bis heute als eine der korruptesten in der US-Geschichte bezeichnet.

## Skandal

### Vorgeschichte

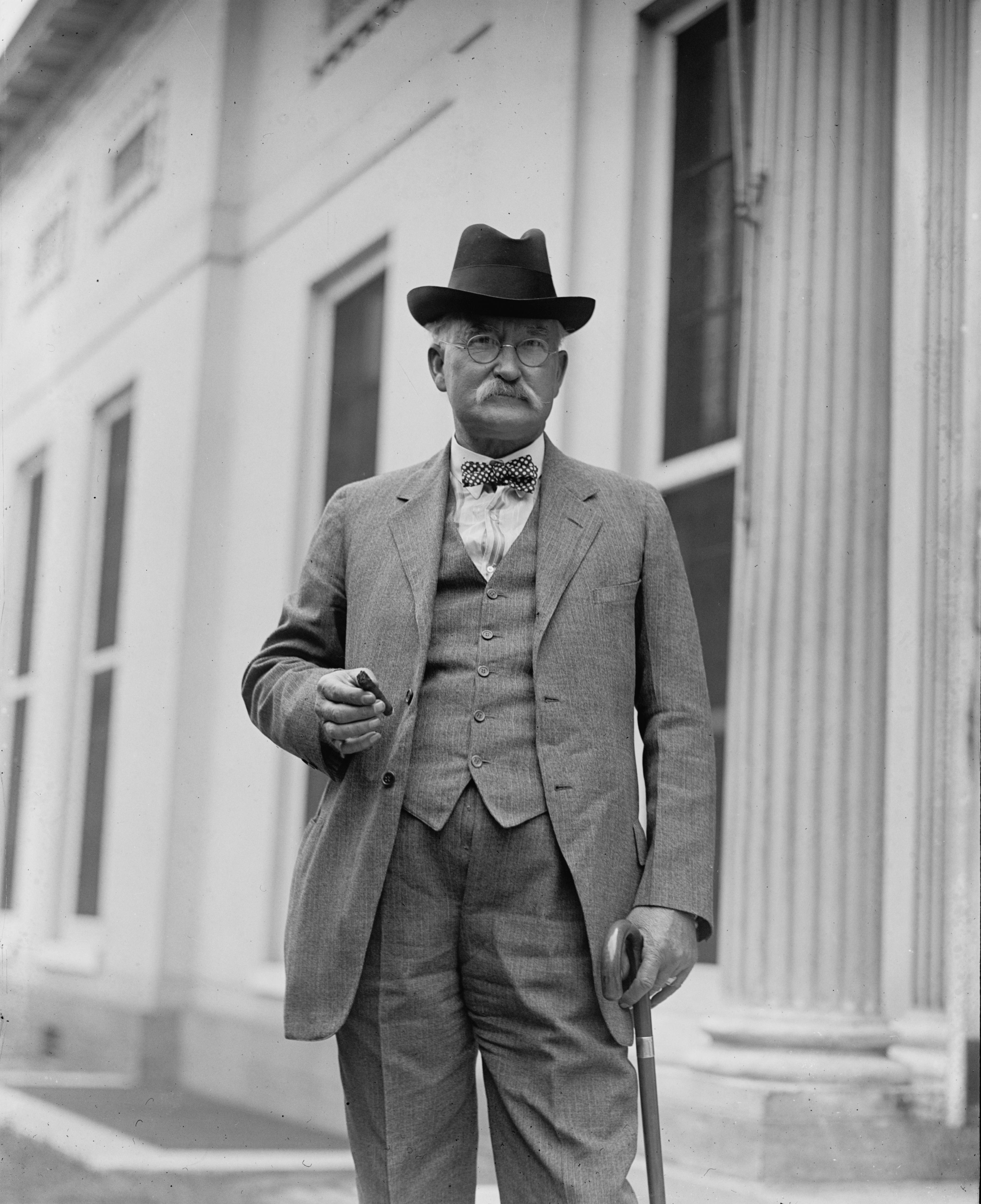
Zentrale Figur im Teapot-Dome-Skandal: Innenminister Albert B. Fall

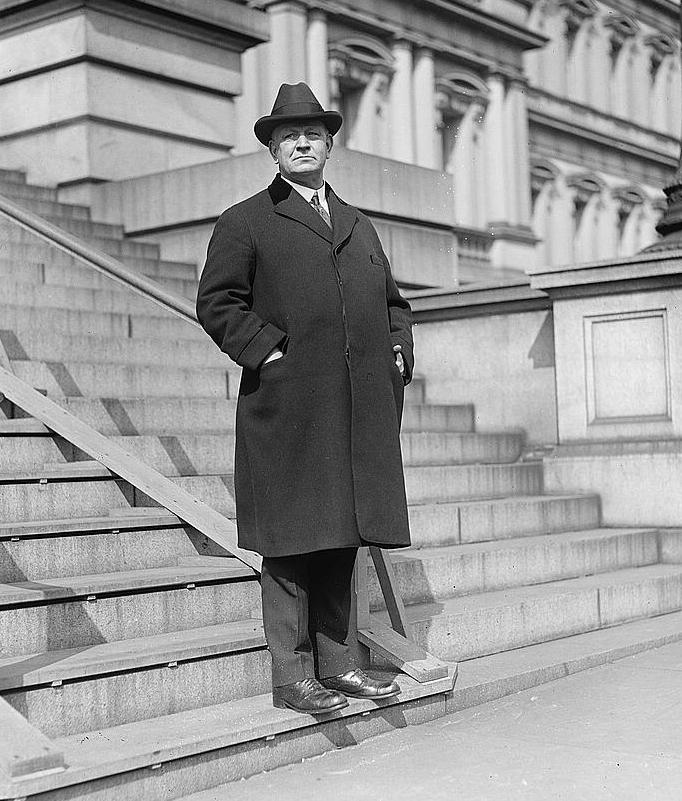
Ebenfalls verwickelt: Marineminister Edwin Denby

#### Die Ölreserven der Marine
Als man im Jahr 1909 damit begann, die Schiffe der United States Navy von Dampf- auf Ölmotoren umzustellen, war die umstrittene Idee entwickelt worden, dass die Marine im Kriegsfall über eigene Ölreserven in Form von in Staatsbesitz befindlichen Ölfeldern verfügen müsse. Präsident Taft hatte hierfür in Kalifornien (Elk Hills und Buena Vista Hills) und Wyoming Felder (bei Casper) erworben. Die Ölreserve Nr. 1 bei Elk Hills hatte eine Fläche von 38.696 Ar, Ölreserve Nr. 2 bei Buena Vista 29.341 Ar und die Ölreserve Nr. 3 bei Casper 9.481 Ar. Das dritte Ölfeld wurde wegen einer dort aufragenden eigentümlich aussehenden Felsformation Teapot Dome („Teekessel-Kuppe“) genannt und enthielt trotz seiner viel geringeren Fläche so viel Öl wie die beiden anderen zusammengerechnet, nämlich 150 Millionen Barrell. Am 4. Juni 1920 verabschiedete der Kongress ein Gesetz, dass der Marineminister über diese Ölfelder verfügen solle.
Nach dem Ersten Weltkrieg stieg der Ölbedarf der USA rapide an. Autos wurden erstmals auch für die breite Mittelschicht erschwinglich. Die großen Ölunternehmer der USA suchten deswegen ständig nach weiteren Ölfeldern, um ihre Produktion weiter zu erhöhen. Neben einer Expansion ins Ausland, beispielsweise nach Mexiko, rückten deswegen zunehmend auch diese Ölreserven der Marine ins Blickfeld der Industrie.

#### Der Wahlkampf von Warren G. Harding
Im März 1921 wurde der neue republikanische Präsident Warren G. Harding ins Amt eingeführt. Sein gesamter Wahlkampf war massiv von der Ölindustrie unterstützt worden, darunter auch von dem Ölmillionär Jake Hamon. Nachdem Harry M. Daugherty, der Wahlkampfmanager von Harding, einen Kontakt zwischen Harding und Hamon hergestellt hatte, bestach Hamon während des republikanischen Nominierungsparteitags mit insgesamt 1 Million US-Dollar (nach heutigem Werte 14,9 Millionen US-Dollar) Delegierte und hatte dadurch entscheidenden Anteil daran, dass Harding als Kompromisskandidat dieser Brokered Convention durchgesetzt werden konnte. Auch im regulären Wahlkampf unterstützte Hamon Harding finanziell und fungierte als Mitglied eines achtköpfigen Komitee im Wahlkampfteam, das sich mit dem Einwerben von Spendengeldern befasste. Robert Stewart, Präsident von Standard Oil of Indiana, Edward L. Doheny, Präsident von Pan American Petroleum, und Harry F. Sinclair, Präsident von Sinclair Oil, steuerten hohe Spenden bei. Harry F. Sinclair spendete mit einer Million US-Dollar am meisten – ein Achtel des gesamten Spendenaufkommens – obwohl RNC-Präsident Will Hays, der mit der Wahlkampffinanzierung beauftragt war, angekündigt hatte, keine Spenden über 1.000 US-Dollar entgegenzunehmen.
Als Gegenleistung für seine Unterstützung sollte Harding Hamon zum Innenminister ernennen, doch Florence Harding, die zufälligerweise eine Cousine zweiten Grades von Hamons Frau war, wollte zuerst, dass dieser seine außereheliche Beziehung mit Clara Hamon beendet und zu seiner Frau zurückkehrt. Kurz bevor sie ausziehen sollte, schoss Clara Hamon Jake Hamon am 21. November an und dieser erlag fünf Tage später seinen Verletzungen. Auch Hamons Plan wäre es gewesen, die Ölreserven zu verpachten – an Harry F. Sinclair, der ihm dafür ein Drittel der Einnahmen dieser Ölfelder zugesagt hatte. So ernannte Harding Albert B. Fall, einen Vertrauten aus dem US-Senat, zeitgleich mit seiner eigenen Amtseinführung, zum Innenminister.

### Die Übertragung der Verwaltung an das Innenministerium

#### Die Rolle von Denby und Roosevelt Jr.
Bereits am 1. April 1921 sprachen Fall und Marineminister Edwin Denby bei einem Treffen im Weißen Haus über die Ölreserven. Fall schrieb später in seinen Memoiren, Denby hätte ihn auf das Problem aufmerksam gemacht, dass Ölunternehmen über angrenzende Ölquellen die Ölreserven anzapfen würden. Daraufhin habe Fall angeboten, das Innenministerium, zu dem auch das Bureau of Mines gehörte, könnte die Verwaltung der Ölquellen übernehmen und das Problem lösen. Viel wahrscheinlicher ist jedoch, dass Fall von Anfang an versuchte, Denby zu überzeugen, die Verwaltung der Ölfelder ans Innenministerium abzutreten und dass Denby dementsprechend wusste, wie gerne Fall die Kontrolle über die Ölreserven erhalten wollte. Denby entschied sich, nachzugeben, zumal Harding während seines Treffens mit Fall und Denby seine Zustimmung zu dem Vorgaben signalisierte. Zu einem Mitarbeiter soll Denby gesagt haben, das Vorhaben sei „voller Dynamit. Ich möchte nichts damit zu tun haben.“ Der Assistant Secretary of the Navy, Theodore Roosevelt Jr., vermittelte zwischen Denby und Fall. Roosevelt ahnte zwar, dass Fall die Ölreserven für private Unternehmen öffnen würde, aber er war selbst einige Jahre Direktor einer Tochtergesellschaft von Sinclair Oil gewesen und auch ein persönlicher Freund von Harry F. Sinclair, sodass er einer möglichen Öffnung positiv gegenüberstand. Außerdem war Fall mit seinem Vater Theodore Roosevelt Sr. befreundet gewesen und hatte die Karriere des jüngeren Roosevelts immer gefördert, sodass Roosevelt die Ölreserven bei Fall grundsätzlich in guten Händen sah.

#### Widerstand aus der Marineführung
Im Mai überbrachte Roosevelt Denby den Entwurf einer Executive Order und eine offizielle Anfrage an den Präsidenten die Kontrolle über die Felder an das Innenministerium zu übertragen. Beides hatte Fall erstellen lassen und die Anfrage sollte von Marineminister Denby sowie Admiral Robert S. Griffin und Commander H. A. Stuart, den Offizieren, die für die Verwaltung der Reserven verantwortlich waren, unterzeichnet werden. Denby war sofort zur Unterzeichnung bereit, aber Griffin, Stuart und andere Offiziere stellten sich mit Nachdruck gegen die Übertragung. Sie hatten keine Anzapfungen über angrenzende Ölquellen registrieren können und hielten das Argument für vorgeschoben, während sie fürchteten, dass die Reserven unter Verwaltung des Innenministeriums schnell schrumpfen könnten. Roosevelt bekam auch Zweifel an der Sinnhaftigkeit des Vorhabens und auch Denby zeigte sich mitfühlend gegenüber seinen Untergebenen, war aber weiter der Meinung, dass er dieses vom Präsidenten unterstützte Projekt nicht grundsätzlich verhindern könnte. Stattdessen integrierten Griffin und Stuart in den Entwurf einen Absatz, nachdem der Marineminister möglichen Pachtverträgen vorher seine Zustimmung erteilen musste. Fall entfernte diesen Absatz wieder und fügte stattdessen ein, dass der Innenminister den Rat des Marineminister einholen muss, aber die Entscheidungsbefugnis trotzdem allein bei ihm selbst liegt. Die Dokumente wurden unterzeichnet und von Roosevelt zu Harding gebracht, sodass dieser den Transfer mit der Executive Order 3747 am 31. Mai absegnete.

### Die Pachtverträge
Im Juli 1921 verpachtete Fall das Ölfeld bei Elk Hills ohne öffentliche Ausschreibung an Edward L. Doheny, den Besitzer von Pan American Petroleum. Im Gegenzug lieh Doheny Innenminister Fall Geld in Höhe von 100.000 US-Dollar. Das Geld wurde Fall von Dohenys Sohn in einem „in einem kleinen, schwarzen Beutel“ (little, black bag) im November 1921 überbracht. In etwa zur gleichen Zeit verhandelt Harry F. Sinclair, der Gründer von Sinclair Oil, mit Fall erstmal auf dessen Privatranch in Three Falls, New Mexico und reichte etwa einen Monat später eine offizielle Bewerbung auf eine Pacht des Teapot-Dome-Ölfelds ein.
Kurz nach Veröffentlichung des Bain-Memorandum, als die Öffentlichkeit bereits begann die Verpachtungen zu hinterfragen, wurde das Teapot-Dome-Feld im März 1922 unter Geheimhaltung an Mammoth Oil (eine dafür gegründete Tochtergesellschaft von Sinclair Oil) verpachtet. Unterzeichnet wurde der Vertrag neben Innenminister Fall auch durch Marineminister Denby. Erneut fand keine öffentliche Ausschreibung statt. Am 29. Mai deponierte T. M. Everhart, der Schwiegersohn von Albert B. Fall, Wertpapiere im Wert von 90.000 US-Dollar bei einer Bank in Pueblo, Colorado, und erklärte, sie würden Fall gehören. Papiere im Wert von 140.000 US-Dollar legte Everhart bei einer Vermögensverwaltung in Pueblo ab, wo sie später auch ihren Weg zu Fall fanden. Anhand der Nummer der Wertpapiere konnte später identifiziert werden, dass sie von der Continental Trading Company gekauft worden waren. Dieser Zusammenschluss war im November 1921 von Sinclair Oil, Midwest Oil und Standard Oil of Indiana gegründet worden, um gemeinsam große Mengen Öl aufzukaufen und mit Profit weiterzuverkaufen. Die Wertpapiere im Gesamtwert von 233.000 US-Dollar hatte Everhart einige Wochen zuvor von Sinclair direkt erhalten. Nach Falls Rücktritt ließ Sinclair Fall über dessen Schwiegersohn insgesamt weitere 85.000 US-Dollar zukommen (darunter 50.000 US-Dollar als Kredit und 10.000 US-Dollar für eine Russlandreise die Fall für Sinclair unternommen hatte). Insgesamt hatte Fall also 415.000 US-Dollar in Form von Krediten, Bargeld und Wertpapieren erhalten, was inflationsbereinigt über 7,3 Millionen US-Dollar entspricht. Am 11. Dezember vereinbarte Falls für das Elk-Hills-Ölfeld einen zweiten Pachtvertrag mit Edward L. Doheny und Pan American Petroleum.

## Aufarbeitung

### Aufdeckung
Im März 1922 veröffentlichte H. Foster Bain, Direktor des Bureau of Mines, ein Memorandum, das die aufgrund weiterer Bohrungen schrumpfende Ölreserve der Marine behandelte. Am 14. April 1922 machte das Wall Street Journal öffentlich, dass Fall das Teapot-Dome-Feld an Harry F. Sinclair, ohne öffentliche Ausschreibung verpachtet hatte. Verantwortlich für die Schlagzeile war Harry Slattery, der über eine anonyme Quelle aus dem Innenministerium von dem Vertrag erfahren hatte. Slattery war der Stellvertreter von Giffard Pinochet, Chef des US Forest Service, gewesen und galt als schärfster öffentlicher Kritiker Falls sowie Befürworter einer nachhaltigen Nutzung der zur Verfügung stehenden natürlichen Ressourcen. Er hatte auch versucht bei einem Treffen mit dem stellvertretenden Marineminister Roosevelt die Übertragung der Verwaltungsfunktion zu verhindern. Am 22. April beantragte der als progressiv geltende republikanische Senator Robert M. La Follette eine Senatsuntersuchung der Pachtverträge. Trotz der republikanischen Senatsmehrheit wurde die Resolution angenommen.
Der Senat nahm daraufhin einen Antrag des demokratischen Senators von Wyoming John B. Kendrick an, dass sich Fall und Denby erklären sollten. Marineminister Denby und der stellvertretende Innenminister Finney kamen dem Antrag nach und erklärten die Geheimhaltung mit der nationalen Sicherheit. Präsident Harding erklärte in einem Brief an den Senat, dass er über die Pachtungen informiert gewesen sei und sie immer seine volle Zustimmung gehabt hätten. Das eigentümliche Verhalten war per se nicht illegal, im Zusammenhang mit dem Lebenswandel Falls witterten viele aber schon, worauf die Gesamtumstände hinauslaufen würden. Präsident Harding sprach Fall und Denby zwar zunächst noch das Vertrauen aus, aber die Senatoren Robert La Follette und John B. Kendrick erzwangen eine Untersuchung. Innenminister Fall legte sein Amt am 4. März nieder. Präsident Harding erlebte den Untersuchungsausschuss nicht mehr, da er überraschend am 2. August 1923 starb, wobei Denby wieder in das neue Kabinett von dessen Nachfolger Calvin Coolidge übernommen wurde.

### Untersuchung des Senats

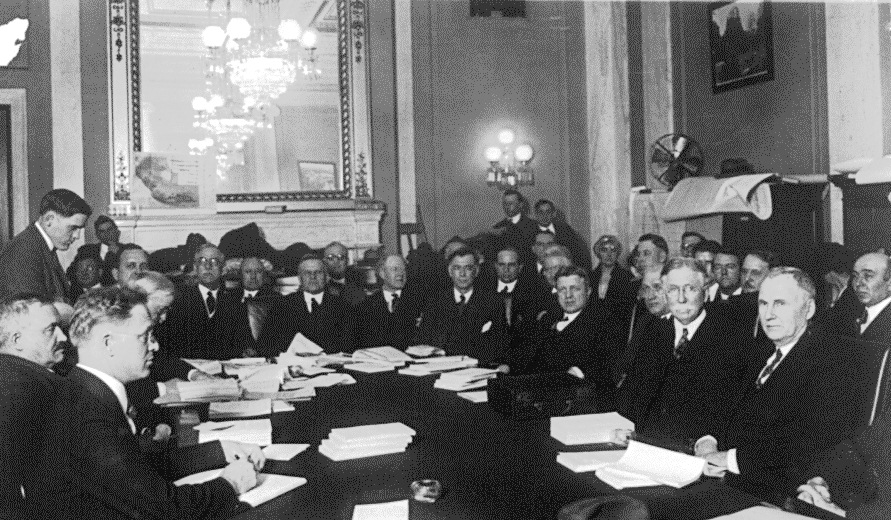
Edward L. Doheny sagt vor dem Untersuchungsausschuss des Senats aus (1924)

Die Anhörungen begannen am 23. Oktober 1923 vor dem Senate Committee on Public Lands and Surveys. Die Mitglieder des Ausschusses waren:
- Thomas J. Walsh (D-MO)
- George W. Norris (R-NE)
- Irvine Lenroot (R-WI, Vice Chair)
- John B. Kendrick (D-WY, Ranking Member)
- Edwin F. Ladd (R-ND)
- Peter Norbeck (R-SD)
- Reed Smoot (R-UT, Chairman)

Obwohl Smoot eigentlich der Ausschussvorsitzende (Chairman) war, leitete der demokratische Senator Thomas J. Walsh, da er als Senator in der Oppositionsfraktion in dem Ausschuss keine persönlichen Loyalitäten zu dem Kabinett zu haben schien.
Vor dem Beginn der Untersuchung reiste John C. Howard, Präsident der zu Standard Oil of Indiana gehörenden Firma Utah Oil Refining – Standard Oil of Indiana wiederum war ein Geschäftspartner von Sinclair Oil in der Ölförderung bei Teapot-Dome –, nach Washington, um Senator Smoot davon zu überzeugen die Untersuchung zu behindern. Smoot wollte Schaden von der Partei im Wahljahr 1924 abwenden und beauftragte deshalb zwei Geologen, Teapot-Dome auf den Ölgehalt zu untersuchen. Während eine offizielle Untersuchung des Bureau of Mines von 200 Millionen Barrel Öl ausgegangen war, schätzten Smoots Experten den Ölgehalt auf nur noch 21 bis 25 Millionen, da private Unternehmen über angrenzende Ölfelder die Ölreserven angezapft hätten. Einige Republikaner ließen Teile des Berichts vier Tage vor Beginn der Anhörungen im Ausschuss an die Presse durchsickern und Smoot stellte den Bericht am 23. Oktober dem gesamten Ausschuss vor. Er folgerte aus der angeblichen Expertenmeinung, dass die Verpachtung rechtmäßig gewesen sei – über die Anzapfungen würde die Ölreserve so oder so schrumpfen, mit den Verpachtungen verdient der Staat wenigstens noch Geld daran. Smoots Vorhaben schien aufzugehen. Die New York Times schrieb am gleichen Tag:„Die Anhörungen werden morgen fortgesetzt, aber all das Interesse in die Ergebnisse sind mit dem Bericht der Experten verpufft.“
Doch Thomas J. Walsh weigerte sich das Thema vorschnell für abgeschlossen zu erklären und forschte weiter nach. Albert B. Fall wurde als erster Zeuge befragt. Er habe gewusst, dass er mit einer öffentlichen Ausschreibung keinen besseren Deal erreichen könne und deswegen habe auch keine stattgefunden. Es habe auch noch Angebote anderer Unternehmen für die Pachtverträge gegeben, aber Fall weigerte sich mit Verweise auf die Nationale Sicherheit Namen zu nennen. Befragt nach seiner Tätigkeit für Doheny und Sinclair nach seinem Rücktritt als Innenminister antwortete Fall er habe dafür kein Geld enthalten abgesehen von der Kostenbegleichung einer Russlandreise mit Sinclair. Edwin Denby wirkte vor dem Ausschuss als höre er das erste Mal von den Pachtverträgen und antwortete auf fast alle Fragen, er wisse nichts darüber oder könne sich nicht erinnern. Auch Doheny sagte kurz vor dem Ausschuss aus. Obwohl er durch die Pachtverträge viel Geld verdienen könne, habe er die Verträge aus seiner patriotischen Verantwortung für das Land angenommen. Sinclair gab am 29. Oktober zu, er habe Fall einmal auf seiner Ranch in Three Rivers besucht und ihm ein paar Kühe geschenkt, aber er habe ihn abgesehen von den Kosten der Russland-Reise nicht finanziell entlohnt. Während Smoot und Lenroot der Untersuchung ohnehin schon kritisch gegenüberstanden, glaubten die übrigen Ausschussmitglieder angesichts des selbstbewussten Auftritts von Fall auch nicht an illegale Aktivitäten, sodass Walsh die weiteren Befragungen praktisch alleine durchführte. Selbst Walshs demokratischer Kollege Kendricks blieb zurückhaltend und der Ausschuss vertagte sich am 30. Oktober um einen Monat.
Der Ausschuss nahm seine Arbeit erneut am 29. November auf. Carl Magee erschien vor dem Ausschuss. Magee hatte mit seiner Lokalzeitung aufgedeckt, wie die Parteimaschine um Albert Fall Gelder der Gefängnisfinanzierung entzogen hatte. Fall hatte daraufhin bei den Banken, die Magee für den Kauf der Zeitung einen Kredit gegeben hatten, interveniert, sodass die Kredite sofort zurückgezahlt werden musste und Magee die Zeitung verkaufen musste.
Im Januar 1924 gestand Albert Fall vor dem Ausschuss, dass er sich 1921 für den Erwerb einer Ranch 100.000 US-Dollar von dem Zeitungsunternehmer Edward B. McLean geliehen hatte. McLean sagte jedoch aus, dass der Kredit nie vollzogen worden sei. Albert Fall gestand daraufhin, dass er sich das Geld nicht von McLean, sondern von einem anonymen Unternehmen, dessen Namen er nicht nennen werde, erhalten habe. Am 21. Januar tauchten Hinweise auf, dass der Kredit von Harry F. Sinclair gekommen sein könnte und er plane das Land zu verlassen. Edward L. Doheny gestand am 24. Januar, dass der 100.000-Dollar-Kredit von ihm gekommen sei. Ein Anwalt von Sinclair erklärte außerdem am Folgetag, dass Sinclair Fall 1922 zwischen 25.000 und 30.000 US-Dollar geliehen hatte.

### Politische und strafrechtliche Konsequenzen
Der demokratische Senator Thaddeus H. Caraway brachte am 7. Januar 1924 eine Resolution ein, die besagte, dass Innenminister Fall und Marineminister Denby geltendes Recht verletzt hätten und die Pachtverträge vom Präsidenten zu widerrufen seien. Im Wahljahr 1924 wurde die Affäre zum Politikum. Die Demokraten hofften durch den Skandal die Integrität der republikanischen Führungsriege insgesamt in Frage zu stellen. In den Senatsdebatten leugneten einige Republikaner, dass es überhaupt einen Skandal gäbe, andere kritisierten angeblich Verbindungen hochrangiger Demokraten zu Doheny und Sinclair und wieder andere hielten die Untersuchung für ein parteipolitisches Manöver.
Präsident Coolidge verhielt sich zurückhaltend. Er begrüßte die laufende Senatsuntersuchung, aber verwies darauf, dass nur die Gerichte über Schuld oder Unschuld entscheiden könnten. Am 22. Januar erklärte Coolidge, er habe das Justizministerium angewiesen, die Vorwürfe zu prüfen. Weiter gab er am 26. Januar bekannt, dass er Sonderermittler beider Parteien einsetzten werde. Das hinderte den Kongress nicht, wenige Tage später Caraways Resolution zu verabschieden. Coolidge weigerte sich jedoch vor Abschluss der Untersuchung die Pachtverträge für nichtig zu erklären und schlug am 29. Januar den ehemaligen demokratischen Justizminister Thomas W. Gregory und den republikanischen Anwalt Silas H. Strawn als Sonderermittler vor. Beide Nominierung wurden kurz darauf zurückgezogen, weil der Senat bei Strawn Bedenken hatte und weil Gregory geschäftliche Verbindungen zu Doheny hatte. Stattdessen wurden Atlee Pomerene, ein ehemaliger Senator der Demokraten, und Owen Roberts, ein stellvertretender Bezirksstaatsanwalt der Demokraten, vorgeschlagen und nach der Bestätigung durch den Senat am 19. Februar offiziell eingesetzt.
Am 28. Januar schlug der demokratische Minderheitsführer, Joseph T. Robinson vor, der Senat solle vom Präsidenten die Entlassung von Marineminister Denby fordern, da dieser die Ölreserve an das Innenministerium übertragen habe. Heftige Debatten waren vorprogrammiert und sollten nach Coolidges Ankündigung von Sonderermittlern den Druck hochhalten. Außerdem wollten die Demokraten die Diskussion zurück auf republikanische Regierungsmitglieder lenken, nachdem einige Republikaner versucht hatten die Beziehungen zwischen Doheny und dem potenziellen demokratischen Präsidentschaftskandidat William Gibbs McAdoo in den Fokus zu rücken. Am 11. Februar 1924 wurde die Resolution 47-34 angenommen. Auch zehn progressive Republikaner unterstützen die Resolution. Von Mitgliedern des Untersuchungsausschusses stimmten Walsh, Norris, Kendrick, Ladd und Norbeck dafür, während Smoot und Lenroot dagegen stimmten. Coolidge antwortete auf den Beschluss nur mit der Zurechtweisung, dass die Absetzung eines Ministers eine rein exekutive Funktion sein, sofern der Senat keine Amtsenthebung anstrebe.
Obwohl Coolidge Denby bis zuletzt das Vertrauen aussprach, trat dieser von selbst am 10. März 1924 zurück. Coolidge bat Justizminister Harry M. Daugherty und den republikanischen Senator William Borah, einen seiner schärfsten Kritiker im Senat, ins Weiße Haus und ließ sie in seiner Gegenwart ein Streitgespräch führen. Am 27. März forderte Coolidge von Daugherty ein Entlassungsgesuch, was dieser am Folgetag einrichte; ihm wurden schlaffe Ermittlungen im Teapot-Dome-Skandal und eine Verwicklung in den parallel verlaufenden, kleineren Daugherty-Burns-Skandal vorgeworfen. Am 17. Oktober 1927 wurde Harry F. Sinclair vorgeladen, verweigerte aber die Aussage. Als zudem bekannt wurde, dass er durch William J. Burns, den Ex-Direktor des Bureau of Investigation, Geschworene bespitzelt lassen hatte (ein weiterer Ausläufer des weitverzweigten Daugherty-Burns-Skandals), wurde er wegen Missachtung des Gerichts zu sechseinhalb Monaten Haft und 100.000 Dollar Geldstrafe verurteilt. Der United States Supreme Court entschied 1927, dass die Lizenzen der Ölfelder illegal erworben waren und erklärte die Verträge für nichtig. Albert Fall wurde 1929 zu einem Jahr Haft und 100.000 Dollar Strafe verurteilt. Obwohl Edward Doheny sogar offen eingeräumt hatte, dass er beiden Parteien „wegen ihres Einflusses“ regelmäßig hatte Geld zukommen lassen, wurde er 1930 freigesprochen. Marineminister Edwin Denby wurde ebenfalls freigesprochen, bekam aber kein politisches Amt mehr.
Die Hoffnung der Demokraten, aus der Affäre politisches Kapital schlagen zu können, erfüllte sich nicht. Hatte Warren Harding den Wahlsieg 1920 mit dem größten prozentualen Vorsprung der US-Geschichte (nach Abschaffung des Zensuswahlrechts) gefeiert, schaffte Coolidge bei der Präsidentschaftswahl 1924 den zweitgrößten mit 54 % zu 28,8 % gegen John W. Davis. Das lag zum erheblichen Teil daran, dass er persönlich einen unbescholtenen Ruf hatte und Daugherty und Denby aus den Ämtern entfernt hatte, aber auch daran, dass die kritische Öffentlichkeit durch die Enthüllungen von den Verfilzungen sämtlicher Parteien mit der Großindustrie erfuhr; so waren z. B. Woodrow Wilsons Schwiegersohn und Finanzminister William Gibbs McAdoo bestochen worden, was unter anderem dazu beitrug, dass McAdoo 1924 nicht die Präsidentschaftsnominierung der Demokraten bekam. Nicht nur die Karriere von Marineminister Denby war vorbei, obwohl er nicht verurteilt wurde; auch Theodore Roosevelts Sohn Theodore Jr., stellvertretender Marineminister, wurde zwar ebenfalls freigesprochen, konnte aber den angestrebten Gouverneursposten von New York nicht mehr einnehmen.
Der Sonderermittler Owen Roberts wurde später vor allem aufgrund seiner Rolle bei der Aufarbeitung des Skandals zum Richter am Obersten Gerichtshof ernannt.